# Fox (cràter)
Fox és un petit cràter d'impacte situat a la cara oculta de la Lluna, a prop de la vora nord del cràter Wyld, i al sud-est de Babcock. Presenta una vora més o menys circular, amb parets inclinades simples.

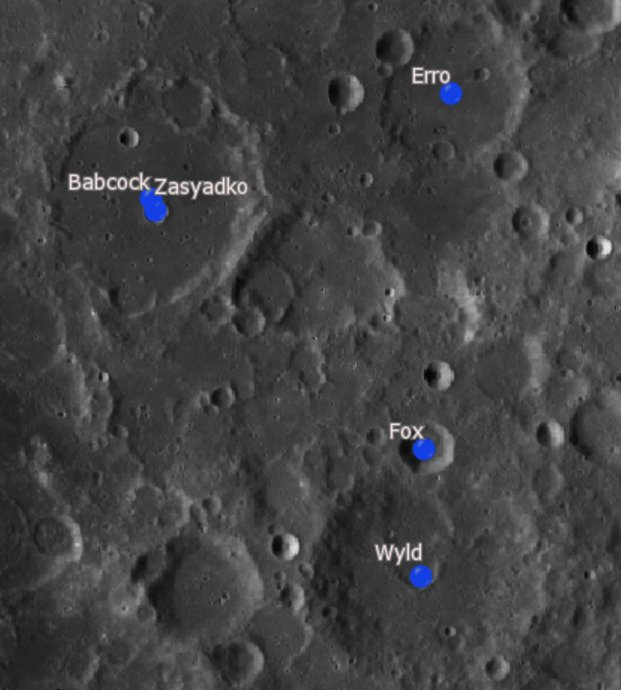
Localització de Fox (inferior dreta de la imatge)
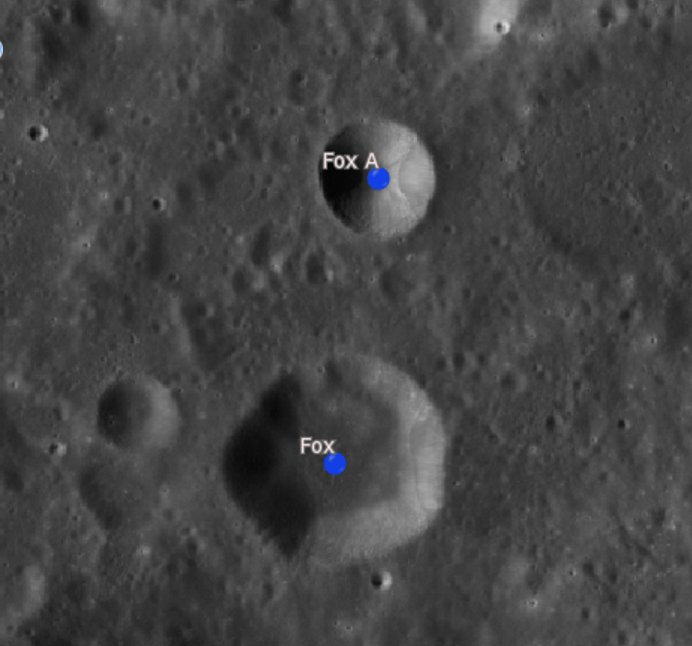
Cràters satèl·lit

L'interior no té trets distintius, està relativament a nivell i té forma de bol. Un cert talús apareix a la paret interior nord.

## Cràters satèl·lit
Per convenció aquests elements són identificats en els mapes lunars posant la lletra en el costat del punt central del cràter que està més proper a Fox.
| Fox | Coordenades                        | Diàmetre |
| --- | ---------------------------------- | -------- |
| A   | 1° 30′ N, 98° 18′ E / 1.5°N,98.3°E | 13 km    |